# Vuonteenlahti
Vuonteenlahti är en sjö i kommunen Hankasalmi i landskapet Mellersta Finland i Finland. Sjön ligger 105,6 meter över havet. Den är 1,6 meter djup. Arean är 90 hektar och strandlinjen är 9,48 kilometer lång. Sjön  ingår i Kymmene älvs huvudavrinningsområde.   Den ligger omkring 42 kilometer öster om Jyväskylä och omkring 260 kilometer norr om Helsingfors. 